# Familia Jackson

Familia Jacksons este o familie de muzicieni celebrii din Gary Indiana, SUA. Mai târziu, familia s-a mutat în Oakland California, SUA. Familia formată din Joseph și Katherine și nouă copii, de fapt erau zece însă din păcate unul a murit la naștere. În muzică, prima dată, au debutat primii cinci băieți: Jackie, Jermaine, Tito, Marlon și Michael au format:”The Jackson 5”, formația care a dominat anii ’70. Mai târziu Jermaine părăsește formația care devine ”The Jacksons” ca mai apoi băiatul cel mai mic Randy să se alăture formației. Mai târziu băieții trec pe rând la cariere solo, Dintre care Michael cunoaște o adevărată consacrare muzicală. Joseph Jackson și-a mai dorit ca și cele trei fete să fondeze o formație, însă: Rebbie, La Toya și Janet au ales cariere solo, unde cea mai mare conscrare a reușit Janet.

## Prima generație
Joseph Walter Jackson s-a născut pe 26 iulie 1929 în statul Arkansas în Fountain Hill, fiind cel mai mare frate din cei patru copii ai lui: Samuel Jackson și Crystal Lee King. Katherine Esther Scruse e născută pe 4 mai 1930 în Alabama, fiica mai mare al lui: Prince Albert Scruse și Martha Upshaw care au mai avut o fată. S-au căsătorit pe 5 noiembrie 1949 și s-au mutat în Indiana unde și-au cumpărat o locuință cu două camere pe care au dat 800 de dolari. Toți copii s-au născut aici, în Gary. Joe a fost membru în formația R&B: The Falcons timp de doi ani, mai apoi a fost macaragiu și apoi a ales să fie managerul copiilor lui. Joseph Jackson a decedat pe 27 iunie 2018, la vârsta de 89 de ani.

## A doua generație
Copiii lui: Joseph și Katherine Jackson 
- Maureen Reilette „Rebbie” Jackson (29 mai 1950)
- Sigmund Esco „Jackie” Jackson (4 mai 1951)
- Toriano Adaryll „Tito” Jackson (15 octombrie 1953)
- Jermaine LaJaune Jackson (11 decembrie 1954)
- La Toya Yvonne Jackson (29 mai 1956)
- Marlon David Jackson (12 martie 1957)
- Brandon Jackson (12 martie 1957 – decedat la naștere)
- Michael Joseph Jackson (29 august 1958 – 25 iunie 2009)
- Steven Randall „Randy” Jackson (29 octombrie 1961)
- Janet Damita Jo Jackson (16 mai 1966)

## A treia generație
Copiii fetei mai mari Rebbie Jackson (tatăl Nathaniel Brown)
1. Stacee Brown (1971) cântăreț, compozitor, foarte des muncește alături de surorile lui.El mai are un fiu London Blue care s-a născut în:2005.
2. Yashi Brown (1977) cântăreață, compozitoare
3. Austin „Auggie” Brown (1985) cântăreață, compozitoare, muzician

Jackie Jackson (mama Enid Spann)
1. Sigmund Esco „Siggy” Jackson, Jr. (1977) rapper sub numele DealZ
2. Brandi Jackson (1982) cântăreț

Tito Jackson (mama Delores „Dee Dee” Martez)
1. Tariano Adaryll Jackson, Jr. (1973) membru al formației: 3T .
2. Taryll Adren Jackson (1975) membru al formației: 3T
3. Tito Joe „TJ” Jackson (1978) membru al formației: 3T. care are un fiu:, Royalty născut în anul 2000.

Copiii lui Jermaine Jackson
1. Jermaine La Juane Jackson, Jr. (1977, mama Hazel Gordy)
2. Autumn Joy Jackson (1978, mama Hazel Gordy)
3. Dawn Jackson (1985)
4. Jeremy Jackson (1986, mama Margaret Maldonado)
5. Jaimy Jackson (1987, mama Hazel Gordy)
6. Jourdynn Jackson (1989, mama Margaret Maldonado)
7. Jaffar Jackson (1996, mama Alejandra Oaziaza)
8. Jermajesty Jackson (2000, mama Alejandra Oaziaza)

Marlon Jackson (mama Carol Parker)
1. Valencia Jackson (1977) care are un fiu, Noah născut în 2006.
2. Brittany Jackson (1978)
3. Marlon David Jackson, Jr. (1985) membru unui duo hip-hop.

Michael Jackson
1. Prince Michael Joseph Jackson, Jr. (1997, mama Debbie Rowe)
2. Paris Katherine Jackson (1998, mama Debbie Rowe)
3. Prince Michael Joseph Jackson II („Blanket”) (2002)

Randy Jackson
1. Genevieve Jackson (1989, mama Alejandra Oaziaza)
2. Steveanna Jackson (1990, mama Eliza Shaffel)
3. Donte Jackson (1991, mama Alejandra Oaziaza)
4. Steven Randall Jackson, Jr. (1991, mama Alejandra Oaziaza)

Janet Jackson (tatăl Wissam Al Mana)
1. Eissa Al Mana (2017)

## Legături externe
Materiale media legate de Familia Jackson la Wikimedia Commons